# Libéralisme économique
Pour des articles plus généraux, voir Libéralisme, Liberté économique, Politique économique, Philosophie économique, Doctrine économique et École de pensée en économie.
 (février 2018).
Si vous disposez d'ouvrages ou d'articles de référence ou si vous connaissez des sites web de qualité traitant du thème abordé ici, merci de compléter l'article en donnant les références utiles à sa vérifiabilité et en les liant à la section « Notes et références ».
Le libéralisme économique est un ensemble de doctrines politiques, issues des Lumières, visant à l'application des principes du libéralisme à la sphère économique. Ce courant de pensée soutient l'idée qu'une économie de marché basée sur la propriété privée des moyens de production et les libertés économiques (libre-échange, liberté d'entreprendre, libre choix de consommation, de travail, etc.) est nécessaire au bon fonctionnement de l'économie et que l'intervention de l'État doit y être aussi limitée que possible. Ces idées fondatrices furent formulées antérieurement, notamment à l'École de Salamanque aux XVe et XVIe siècles, sur la base de considérations morales accordant à la personne humaine des droits fondamentaux, notamment en matière économique.
Le libéralisme économique a connu deux grandes phases. Pour les libéraux classiques (John Locke, Anne Robert Jacques Turgot, Adam Smith ou Étienne Bonnot de Condillac), le libéralisme économique est l'application au domaine économique des principes fondateurs du libéralisme : liberté, responsabilité individuelle, propriété. Ils contestent à la fois la légitimité et l’efficacité de l’action étendue de l’État, et, selon les doctrines, demandent la limitation plus ou moins grande voire totale de ses actions dans le champ de l'économie. Ils considèrent notamment que la puissance publique n'a ni la légitimité, ni l'information nécessaire pour organiser la société mieux que le marché, c'est-à-dire savoir mieux que les consommateurs ce qu'ils peuvent ou doivent consommer ou pour prétendre savoir mieux que les producteurs ce qu'ils peuvent ou doivent produire et dans quelles conditions.
Pour les suivants, dont les néolibéraux, le libéralisme économique relève d’un raisonnement de nature économique qui repose le plus souvent sur la théorie de l’équilibre général du marché, et qui est souvent appelé « libéralisme néoclassique ». Ils contestent l’efficacité des actions de l’État, mais ils ont travaillé entre autres sur les « défaillances du marché ». De ce fait, ils diffèrent quant aux limites exactes à fixer à l'intervention de l’État et tendent à s'y opposer quand elle empêche la compétition et le libre-échange, mais tendent à la soutenir quand elle protège les droits de propriété, ouvre des nouveaux marchés, soutient la croissance ou résout des défaillances du marché.

## Libéralisme dans la pensée économique

### Physiocratie

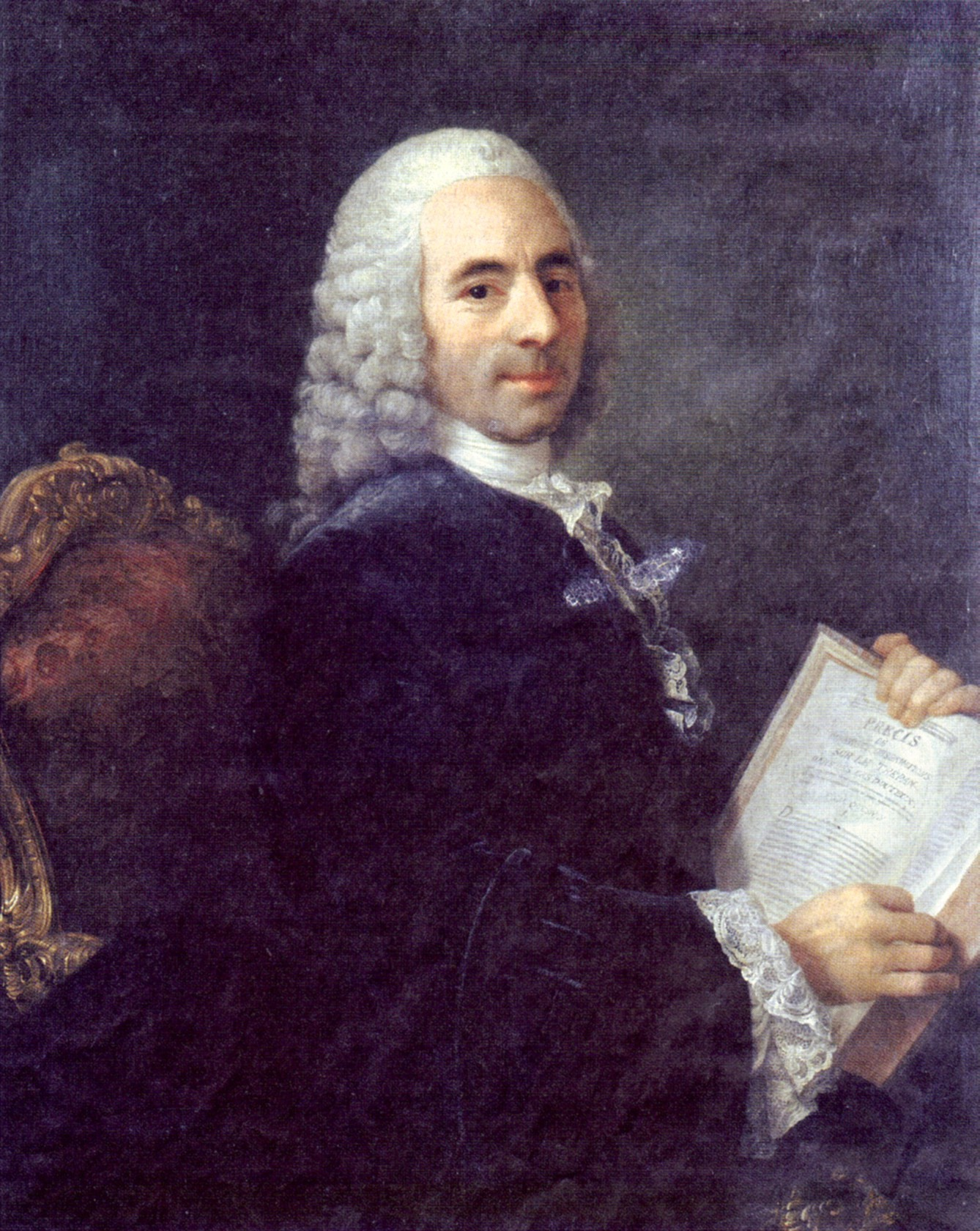
François Quesnay, chef de file des Physiocrates, est le créateur du Tableau économique, une des premières représentations de l'activité économique en termes de circuit.

C’est en France, dans le contexte de l’épanouissement des Lumières que le libéralisme naît au sein du courant physiocrate face aux doctrines mercantilistes alors dominantes. Rompant avec la tradition mercantile focalisée sur la trésorerie de l’État, le courant physiocrate fait de la production agricole la seule source de valeur (physiocratie signifie « gouvernement de la nature »). Cette confiance en la nature relève de l’intuition d’un ordre économique spontané et optimal. Ne parvenant pas à faire de cette prescience une théorie, les physiocrates attribuent cet « ordre naturel » à la providence divine. La réalisation de cet ordre naturel est permise par la recherche de l’intérêt particulier qui concourt naturellement à l’intérêt général (idée exprimée par Bernard Mandeville et reprise par Adam Smith, et déjà émise par Baruch Spinoza un siècle plus tôt)[réf. nécessaire].
Bernard Mandeville soutient l'idée que le vice, qui conduit à la recherche de richesses et de puissance, produit involontairement de la vertu parce qu'en libérant les appétits, il apporte une opulence supposée ruisseler du haut en bas de la société. Aussi, Mandeville estime que la guerre, le vol, la prostitution, l'alcool et les drogues, la cupidité, etc., contribuent finalement « à l'avantage de la société civile » : « soyez aussi avides, égoïstes, dépensier pour votre propre plaisir que vous pourrez l’être, car ainsi vous ferez le mieux que vous puissiez faire pour la prospérité de votre nation et le bonheur de vos concitoyens ». Adam Smith répète le principe du projet mandevillien en le débarrassant de sa dimension provocatrice. Dans La Richesse des nations, il remplace le mot « vice » par l'« amour de soi » (self-love).
On leur doit la première représentation circulaire de l’économie, mais l’idée d’une autorégulation par le marché ne leur vint pas. Dans leur réflexion, les physiocrates (Gournay, Turgot, Quesnay, Du Pont de Nemours, Le Trosne) sont accompagnés de grands noms de la philosophie (Condillac, Diderot, Montesquieu, Rousseau) en particulier via leur participation à l’Encyclopédie (1751-1772). Montesquieu écrivit par exemple : « L’effet naturel du commerce est de porter à la paix » (De l’esprit des lois, 1748). Anne Robert Jacques Turgot, un temps contrôleur général des finances de Louis XVI, obtint pour un court moment la libre circulation des grains à travers la France. Les physiocrates plaident aussi pour l’abolition des corporations, pour la diminution des taxes pesant sur les paysans et pour la suppression des avantages féodaux en matière fiscale afin d’éviter la banqueroute qui mènera à la Révolution française.
Les idées libérales des physiocrates seront reçues dans de nombreux pays d'Europe et inspireront d'importantes réformes économiques en Bade, en Toscane ou encore en Suède. Elles seront aussi très influentes au début de la Révolution.

### Libéralisme économique classique

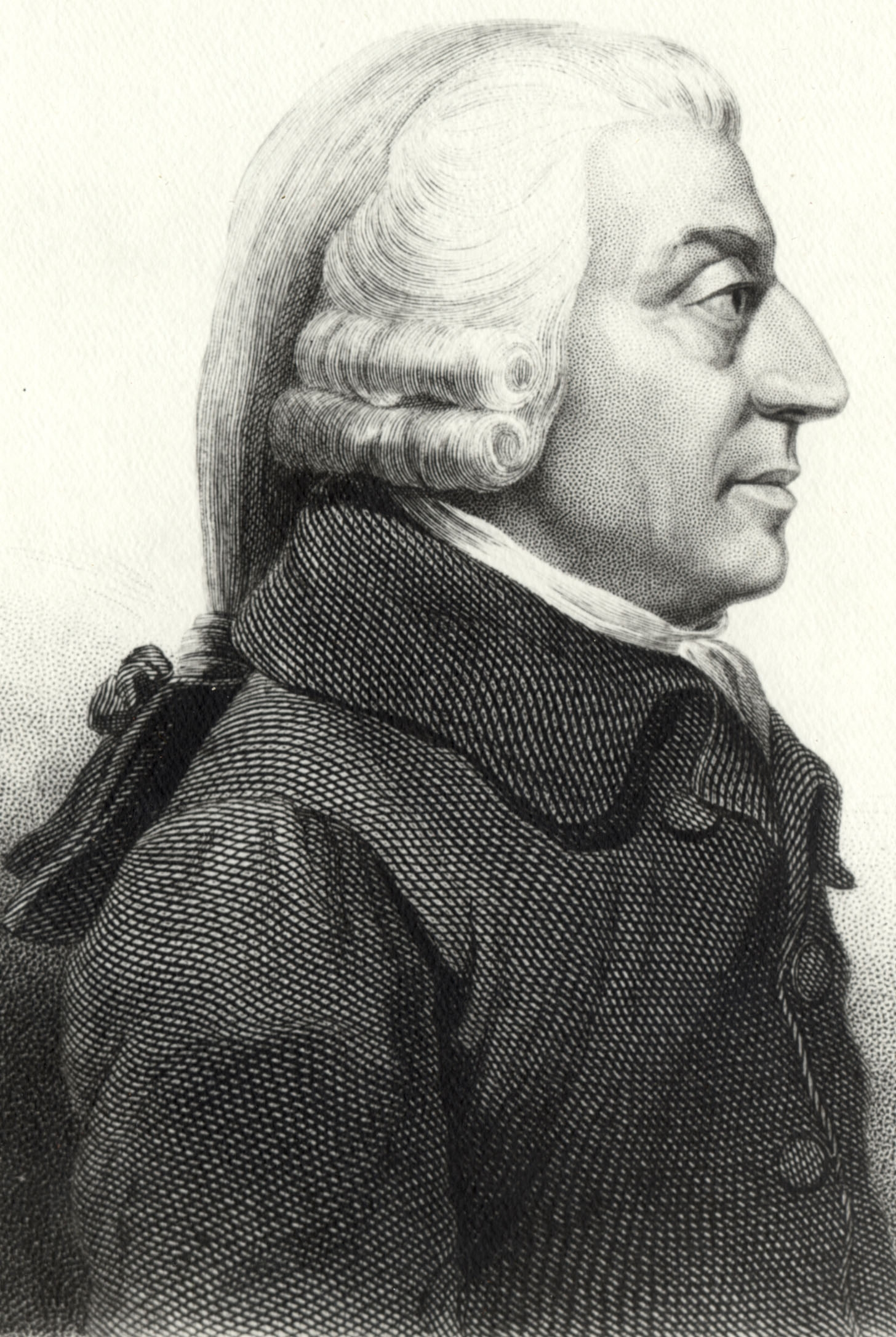
Adam Smith, auteur d'un ouvrage capital dans l'histoire de la science économique, Recherches sur la nature et les causes de la richesse des nations (1776)

Le libéralisme économique « classique » s’est constitué en théorie aux XVIIe et XVIIIe siècles, sous l’influence des philosophes du siècle des Lumières, les Britanniques John Locke, David Hume ou Adam Smith et les Français Turgot, Étienne Bonnot de Condillac ou Montesquieu. Il consiste essentiellement en l’application aux actes économiques des principes philosophiques et politiques libéraux, qui découlent de la primauté de la liberté individuelle sur toutes les formes de pouvoir.
Les économistes physiocrates comme François Quesnay ou Vincent Gournay développent les premières idées libérales, s'opposent au mercantilisme qui a dominé la pensée économique et dénoncent l'intervention de l'État dans l'économie. C’est le laissez-faire, fondé sur la formule « laissez faire les hommes, laissez passer les marchandises ».
À cette époque, les économistes libéraux veulent montrer que, par-delà l'arbitraire et le pouvoir du souverain, le libre jeu des intérêts individuels dans la société civile conduit à un ordre et non au chaos. En ce sens, le projet libéral s'inscrit dans le cadre d’une philosophie optimiste et peut être considéré comme moderne, voire révolutionnaire. L’écossais Adam Smith suppose ainsi dès 1776 dans sa Recherches sur la nature et les causes de la richesse des nations que tout se passe comme si une « main invisible » organise les échanges et harmonise les intérêts individuels et collectifs : bien qu'il ne cherche que son propre intérêt, l’homme « est conduit par une main invisible à remplir une fin qui n'entre nullement dans ses intentions ; et ce n'est pas toujours ce qu'il y a de plus mal pour la société, que cette fin n'entre pour rien dans ses intentions. Tout en ne cherchant que son intérêt personnel, il travaille souvent d'une manière bien plus efficace pour l'intérêt de la société, que s'il avait réellement pour but d'y travailler. » En d'autres termes, la conjonction des intérêts individuels aboutit à l'intérêt général. La même idée est exprimée par Montesquieu : « chacun va au bien public, croyant aller à ses intérêts particuliers ». Ils s'inscrivent dans la continuité des philosophes de l'ordre spontané, Adam Ferguson, Bernard Mandeville ou David Hume.
En 1817, dans Des principes de l'économie politique et de l'impôt, David Ricardo énonce la théorie des avantages comparatifs selon laquelle le libre-échange est mutuellement avantageux (économiquement) pour les pays qui commercent entre eux.
Le libéralisme des économistes de l’École classique française (Turgot, Condillac, Say, Bastiat) est surtout assis sur des arguments d’ordre philosophique, les arguments proprement économiques n’ayant qu’une place secondaire.
Ce libéralisme va de pair avec une conception subjective de la valeur, qui exprime le désir que nous éprouvons pour les choses. Or ni le désir ni la satisfaction ne sont mesurables, et on ne peut donc ni comparer ni additionner les valeurs que deux individus différents attachent à un bien. Pour les tenants de cette école, il n’existe pas de mesure du bien-être d’un individu ou d’un groupe, et la notion d’optimum économique est vide de sens. Aucune organisation ne saurait donc légitimement s’arroger le droit d’intervenir par la contrainte pour favoriser l’atteinte d’un optimum.
Pour ces auteurs, le seul rôle légitime de l’État est de faire respecter les droits des citoyens et de protéger les libertés individuelles. Ses actions sont donc considérées comme illégitimes si elles sortent de ce domaine ; l'économie n'est qu'un des domaines de l'activité humaine où l'État ne doit pas intervenir. C’est ce que Frédéric Bastiat résume dans ses Harmonies Economiques de 1850 : « N’attendre de l’État que deux choses : liberté, sécurité. Et bien voir que l’on ne saurait, au risque de les perdre toutes deux, en demander une troisième ».
Certains de ces auteurs se sont attachés à montrer que les interventions gouvernementales dans l’économie sont non seulement illégitimes, mais inefficaces. Non seulement elles n’entraînent pas les effets qui les avaient motivées, mais elles ont des effets pervers néfastes. C’est ce qu’entendait Turgot en écrivant en 1759 dans son Éloge de Vincent de Gournay : « L’intérêt particulier abandonné à lui-même produira plus sûrement le bien général que les opérations du gouvernement, toujours fautives et nécessairement dirigées par une théorie vague et incertaine ». Cette thèse est détaillée en 1776 par Condillac dans Le commerce et le gouvernement considérés relativement l’un à l’autre.

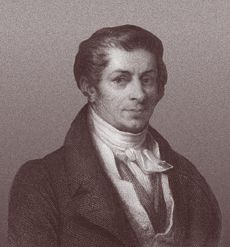
Le penseur français Jean-Baptiste Say est connu pour avoir théorisé un des préceptes libéraux les plus fondamentaux, la loi de Say.

Ces positions ont été reprises et développées à partir de 1870 par l’école autrichienne d’économie (Menger, Mises, Hayek, Murray Rothbard) et par des économistes français comme Jacques Rueff. Cette école constate de plus que tout accord librement consenti augmente la satisfaction des deux parties. En effet, s’il en était autrement, celui des deux qui se sentirait lésé refuserait cet accord et l’échange n’aurait pas lieu. Plus généralement, tout ensemble d'échanges librement consentis améliore la situation de tous ceux qui y ont participé. La liberté des échanges est donc la garantie que la situation qui en résulte est jugée préférable à la situation de départ par ceux qui ont participé aux échanges. La liberté d’échanger et d’entreprendre est à la fois un cas particulier du principe philosophique de liberté, donc un impératif moral qui s’impose indépendamment de ses conséquences, et le moyen qui conduit le plus probablement à la plus grande satisfaction générale. Une des critiques essentielles de cette école, notamment développée par Friedrich Hayek (Prix et Production, 1931), est que l'information sur l'état des marchés est fournie par les prix (les prix élevés indiquant une insuffisance de production par rapport à la demande et inversement), et que donc toute intervention de l'État dans l'économie, parce qu'elle modifie artificiellement la pertinence des prix, détourne les facteurs de production de leur allocation optimale, voire pousse les agents à produire des biens inutiles et à ne pas produire les biens les plus demandés.
Pour les auteurs autrichiens, le marché est essentiellement un « processus cognitif » de découverte, d’échange, de conservation et de traitement d'informations dans lequel le système des prix oriente les comportements individuels vers les activités jugées les plus utiles par la société, tout en réalisant une considérable économie d'information et d'organisation puisque toutes les informations privées sont condensées en un seul indicateur disponible pour tous.
Les classiques britanniques (Adam Smith, Thomas Malthus, John Stuart Mill, David Ricardo) sont moins explicitement attachés au libéralisme philosophique. Leur position est essentiellement utilitariste, c’est-à-dire qu’ils justifient leurs positions libérales par des arguments d’efficacité économique plus que par des principes généraux, préfigurant ainsi la position néoclassique. Ils sont aussi moins absolus dans leur opposition aux interventions gouvernementales. Par exemple, Adam Smith assigne au souverain un « troisième devoir » en plus de « la protection de la société contre la violence et l'invasion en provenance des autres sociétés » et de « la protection de chaque citoyen contre l'injustice ou l'oppression de la part de tous les autres » : celui de « construire et entretenir les institutions et les ouvrages publics […] dont on ne peut pas attendre qu'un individu ou un petit nombre d'individus puissent les construire et les entretenir ».

### Libéralisme économique néoclassique
Cette approche du libéralisme est une tradition plus récente née au XXe siècle, qui cherche à en donner une justification « scientifique » reposant sur la théorie de l’équilibre général proposée à la fin du XIXe siècle, qui tente de démontrer que la rationalité des acteurs, grâce à la coordination supposée parfaite de leurs actions par le seul biais du marché, conduit à la meilleure des situations possibles.
Léon Walras, dans ses Éléments d'économie politique pure (1874), tentera ainsi de démontrer que la flexibilité des prix, associée à celle des quantités offertes et demandées, conduit nécessairement à un équilibre général. Alors que Walras pensait ainsi avoir montré la possibilité d'un tel équilibre, Vilfredo Pareto cherchera à établir qu'un tel équilibre est « optimal », au sens où « il n'est pas possible d'augmenter l'utilité d'un individu sans dégrader celle d'au moins un autre individu » (on parle d'« optimalité » au sens de Pareto).
L’étude de l’équilibre général a été reprise par Kenneth Arrow et Gérard Debreu qui établiront de façon rigoureuse les conditions d’existence et de stabilité de cet équilibre, parmi lesquelles :
- l’atomicité des agents : aucun d’entre eux n’est assez important pour influencer le marché par son seul comportement. Ceci suppose non seulement un nombre élevé d’offreurs ou de demandeurs, mais surtout l'absence parmi eux d’un « gros » agent capable d’agir sur le marché ;
- la rationalité des agents : chacun d’entre eux est caractérisé par une « fonction de satisfaction » qui exprime sa satisfaction en fonction des quantités de chaque bien qu’il possède, et son comportement se résume à chercher à maximiser cette fonction ;
- l’homogénéité du produit : seul le prix permet de distinguer les produits qui ont tous des caractéristiques identiques ;
- la transparence du marché : tous les prix sont connus de tous, ainsi que toutes les quantités disponibles : l’information est supposée parfaite ;
- la libre entrée sur le marché : seul le prix décide les agents à entrer sur le marché et aucune autre barrière juridique (brevet), technique (savoir-faire) ou économique (capitaux) ne s’y oppose ;
- la mobilité des facteurs : en fonction du prix qui rémunère chaque facteur, les agents peuvent réorienter leurs capitaux ou leur travail vers les secteurs ou les activités les plus rémunérateurs.

Ayant ainsi démontré que le libre jeu des acteurs économiques conduit à une situation d’optimum économique, certains auteurs en déduisent le précepte libéral que l’État ne doit pas intervenir dans le fonctionnement du marché, sous peine de dégrader la situation globale. Mais en général les économistes conscients que ces conditions ne sont pas remplies automatiquement sont en faveur de lois sur la concurrence afin se rapprocher de conditions qu'ils conçoivent un peu comme des guides théoriques[réf. nécessaire].
Cette justification du libéralisme est radicalement différente de la position classique. D’une part elle s’appuie sur deux notions étrangères aux classiques : celle d’équilibre et celle d’optimum, et repose sur des hypothèses que les classiques considèrent comme sans rapport avec la réalité. D’autre part, elle ne justifie le libéralisme que par ses conséquences et non par l’application de principes philosophiques généraux applicables à toutes les activités humaines, comme le fait le libéralisme classique. Il en résulte que, contrairement aux libéraux classiques, les libéraux néoclassiques sont disposés à admettre certaines interventions de l’État, tout en différant sur leurs limites exactes.
La théorie de l'équilibre général n'est pas spécifiquement libérale. Certains auteurs socialistes dans la lignée d'Oskar Lange ont proposé que l'État l'utilise pour calculer et imposer l'équilibre. D'autres, avec Maurice Allais, soutiennent que l'État doit intervenir pour imposer les conditions de formation de l'équilibre.

## Histoire

### Révolution française
Convoqués pour le 1er mai 1789 afin de régler la crise financière du royaume, les états généraux introduisirent en France la démocratie et le vote par tête. Contrôlant les foules parisiennes, et constituant l’écrasante majorité des députés du tiers-état, la bourgeoisie prend assez facilement le pouvoir. Après avoir aboli les privilèges féodaux (nuit du 4 août 1789), l’assemblée imposa à la France une première forme de concurrence, la libre entreprise sans droit d'association, grâce au décret d’Allarde (2 et 17 mars 1791) et à la loi Le Chapelier (14 juin 1791) qui interdisaient monopoles, coalitions (grèves), et corporations.
Les concepteurs de cette politique n'ignoraient pas qu'ils violaient le droit de libre association, mais ils savaient par expérience qu'on ne peut pas permettre aux producteurs — patrons comme salariés — de s'organiser sans prendre le risque qu'ils tournent cette organisation vers la recherche de privilèges acquis par la violence aux dépens des autres : privilèges de monopole et subventions, et interdiction faites aux autres de travailler.
L'instabilité révolutionnaire rendait ces institutions bien précaires, mais étant donné qu'il est possible aux producteurs de s'organiser contre le droit d'autrui, et que l'interdiction qui leur en était faite violait certains principes révolutionnaires, on peut douter qu'elles eussent pu perdurer très longtemps.

### LeXIXesiècle, un siècle libéral
Entre 1850 et 1873 les échanges internationaux ont été presque multipliés par trois en valeur.[réf. nécessaire]

#### Royaume-Uni
Relayée par les industriels, sans doute plus soucieux encore de leurs profits que ne l’étaient les économistes, la critique de la législation établie permit l’abrogation de nombreuses lois. En 1825 l’abrogation du Bubble Act (en) permet la création d’entreprises importantes sans l’aval du Parlement. En 1834, les Poor Laws sont abolies et les pauvres sont dès lors contraints au travail : le marché du travail est établi. En 1839, des industriels de Manchester fondent sous la conduite de Richard Cobden l'Anti-Corn Law League, aussi appelée « Comité de Manchester », afin d’obtenir du Parlement l’abrogation des Corn Laws. À la suite d’un débat parlementaire mouvementé entre défenseurs et opposants aux lois, le Premier Ministre Robert Peel, à l’origine hostile au projet, craint une révolution sociale car la ligue anti-Corn Law a de plus en plus de pouvoir. Ainsi les Corn Laws sont abrogées en 1846. Le Royaume-Uni, pourtant certain que les autres puissances ne la suivront pas, devient la première nation libre-échangiste de l’histoire. En 1856, le Parlement achève de libéraliser l'économie en renonçant à contrôler la création des sociétés par actions (Joint stock companies act).

#### Union douanière allemande et protectionnisme libéral
Pendant ce temps, la Prusse tente de créer une union douanière en Allemagne. En 1833, les négociations, inspirées en partie par l’économiste Friedrich List, aboutissent à un premier accord entre la Prusse, la Bavière, la Saxe, le Wurtemberg, l'Électorat de Hesse et le Grand-duché de Hesse. Le Zollverein prend effet au 1er janvier 1834, et s’élargit progressivement à la plupart des États allemands. C’est le premier modèle du genre, et en tant que préalable à l’intégration politique, il inspirera la CEE.

#### Période libérale du Second Empire
Influencés par le Comte de Saint-Simon, des diplômés des grandes écoles comme Michel Chevalier (Polytechnique) se sensibilisent aux idées libérales. Ce dernier devient l’un des principaux conseillers de Napoléon III et négocie avec le Britannique Richard Cobden le premier accord de libre-échange. Le traité Cobden-Chevalier est signé en janvier 1860 alors que les industriels français crient au complot. Des taxes subsistent mais elles sont substantiellement réduites (de près de 50 % dans un premier temps) et les deux pays s’accordent la « clause de la nation la plus favorisée », qui stipule que tout avantage concédé par l’un des deux signataires à un pays tiers, profite automatiquement à l’autre. Des traités similaires sont bientôt signés avec et entre la Belgique, le Zollverein, l'Italie, et l'Autriche. En 1880, les droits de douane entre la France et le Royaume-Uni ne sont qu’à 10 %.
Napoléon III entreprend de faciliter la circulation de la monnaie. L'union monétaire latine est instituée en 1865 ; le franc germinal devient dorénavant la monnaie de la France, de la Belgique, de la Suisse, de l'Italie, de la Grèce et de la Bulgarie. L'Empire accorde aussi le droit de grève en 1864 et autorise la création sans entraves de sociétés anonymes en 1867.

## Libéralisme économique en pratique

### Fondements
Le libéralisme économique, classique ou néoclassique, ne peut exister que dans un cadre institutionnel qui garantisse certains droits : tout d'abord le respect de l'État de droit, dans son acception de rule of law, comme l'a en particulier souligné Friedrich Hayek. De même, Karl Popper reprochait à Mikhaïl Gorbatchev d'avoir mis en place la bourse de Moscou avant d'avoir assuré les institutions garantissant l'État de droit. En outre, le respect tout particulier du droit de propriété est l'une des composantes essentielles de ce cadre ; comme le notait Milton Friedman dans ses mémoires, le droit de propriété est « le plus basique des droits humains et un fondement essentiel de tous les autres droits ». La liberté contractuelle s'impose par ailleurs comme un troisième fondement majeur, avec l'assurance de la mise en œuvre du contrat par le système judiciaire en cas de manquement. Enfin, la liberté des prix a été fortement mise en avant comme fondement essentiel, particulièrement par des auteurs de l'école autrichienne d'économie : Ludwig von Mises insiste sur l'importance des prix comme moyen de coordination des actions individuelles, tandis que Friedrich Hayek souligne pour sa part l'importance des prix pour assurer la communication de l'information détenue par des millions d'individus. Jacques Rueff faisait pour sa part d'un système de prix libres la condition caractéristique d'une économie libérale.
Dès lors, un État ne respectant pas ces fondamentaux ne peut pas être qualifié de libéral, et encore moins d'« ultra-libéral ». C'est ce que souligne le journal britannique The Economist dans son numéro Don't mess with Russia du 16 décembre 2006 à propos de la Russie post-communiste.

### Positionnement politique
Le libéralisme économique n’a pas spécifiquement vocation à être « de droite » ou « de gauche ». En témoignent les réformes de libéralisation de l'économie entreprises depuis trente ans par des gouvernements classés aussi bien à droite (Royaume-Uni, États-Unis, Espagne) qu'à gauche (Suède, Canada, Allemagne, Italie). En France, des personnalités et des partis politiques se réclament de gauche ou du centre tout en se réclamant du libéralisme économique,,. L'économiste Christian Schmidt dans un article intitulé « L'Économie résiste aux étiquettes politiques » écrit que « l'assimilation hâtive de la droite au libéralisme et de la gauche au socialisme ne résiste pas longtemps à la réflexion ». Par ailleurs, Frédéric Bastiat, économiste libéral français du XIXe siècle et député, siégeait à gauche à l'Assemblée nationale législative et votait tantôt avec la gauche, tantôt avec la droite. Enfin, les mesures de libéralisation néo-zélandaise considérées par Mario Vargas Llosa comme « plus radicales que celles de Margaret Thatcher » ont été menées en 1984 par le gouvernement travailliste.
Dans un ouvrage paru en 2007 deux économistes italiens, Francesco Giavazzi et Alberto Alesina, soutiennent qu'« une forte réglementation, la protection des statuts, un secteur public très développé » ne bénéficient pas aux plus pauvres mais aux plus « connectés ». Par exemple, les marchés du travail en Italie, en Espagne et en France marqués par une forte dualité entre ceux qui sont en place et ceux qui voudraient entrer ont tendance à cantonner ces derniers dans des emplois précaires (cf. théorie des insiders-outsiders). De même, ils sont très critiques envers les universités de ces pays qui, sous couvert d'égalitarisme, pénaliseraient la plupart des étudiants à l'exception des plus riches qui peuvent les contourner.
Pour ces auteurs, les réformes pro-marché n'impliquent pas d'échanger plus d'efficacité contre moins de justice mais, au contraire, réduisent les privilèges. C'est en ce sens que les intellectuels de gauche considèrent que ce sont des concepts séduisants. Mais encore faut-il rappeler que la volonté de réduire les privilèges n'est pas une idée exclusivement de gauche.

## Critiques

### Nature et origines des différends
Les points de controverse sur le libéralisme économique sont d'origine et de nature diverses et ne forment pas un ensemble homogène.
Les plus courantes sont de nature empirique. Elles identifient des situations jugées insatisfaisantes, les imputent à la mise en application de politiques économiques libérales et posent en principe que l’État peut et doit les corriger.
Un deuxième ensemble résulte d'oppositions au libéralisme en tant que théorie d'organisation du système économique. Elles s’adressent généralement aux hypothèses de la théorie néoclassique, considérées (à tort) comme le fondement du libéralisme économique.

### Controverses sur les conséquences
Le libéralisme prône une action minimale, voire nulle, des pouvoirs publics dans la sphère économique. Que surgisse un problème économique, ou social, et il se voit reprocher son attitude passive et peu volontariste, son indifférence envers ceux qui subissent des problèmes économiques, et un encouragement à l'égoïsme. Pour ses détracteurs, l'action de l'État est nécessaire pour organiser la solidarité.
Les défenseurs du libéralisme considèrent que compter sur l’État pour corriger ces situations, c’est lui prêter une bienveillance, des connaissances et des capacités qu’il n’a pas. Son action semble souvent inefficace, voire porteuse d'effets pervers. L’omniprésence de l'État découragerait plutôt ces initiatives spontanées et tendrait à répandre l’égoïsme, alors que les instincts sociaux de l’être humain sont suffisamment forts pour qu’il mette spontanément en œuvre des solutions sans devoir y être contraint. L'action volontaire, dans un cadre associatif, mutuelle, ONG, etc. est jugée plus efficace, et pour les libéraux classiques, est la seule légitime. Ainsi, Yves Guyot d'écrire : « La solidarité obligatoire, par mesure coercitive, est une régression morale […] elle aboutit à remplacer le sentiment de la solidarité par deux autres sentiments : celui de la spoliation pour ceux qui veulent profiter du bien des autres ; celui de la révolte et de la dissimulation pour ceux qui sont menacés d'être dépouillés ».

#### Impact sur l'emploi
Le libéralisme économique se traduit sur le marché du travail par une plus grande flexibilité des ressources humaines et donc pour certains, par la précarité. La position libérale en la matière est que l'entrepreneur est plus enclin à embaucher du personnel en phase de croissance de son activité, que cette souplesse permet aux entrepreneurs de répondre plus facilement aux demandes du marché, ce qui serait bénéfique pour l'activité économique en général et donc pour les travailleurs (créerait ainsi un cercle vertueux), ces derniers étant alors dans une situation qui est de « mobilité »[pas clair], plutôt que de précarité. En pratique, de nombreux libéraux proposent une suppression du SMIC, car il est un frein à l'embauche, et souhaite aussi aborder la question de la suppression de jours fériés.
Alberto Alesina ajoute dans Il liberismo è di sinistra (2007) que « les réformes pro-marché n'impliquent pas d’échanger plus d’efficacité contre moins de justice sociale. Bien au contraire, et c’est en ce sens qu’elles sont de gauche, elles réduisent les privilèges ».

#### Répartition de la richesse créée
Le libéralisme économique est favorable aux propriétaires de capitaux et défavorable à la classe laborieuse, au sein des nations (entre classes sociales) et entre nations. En effet, les plus riches auraient les moyens d'investir dans un enrichissement futur, alors que les plus pauvres n'auraient pas ces moyens. Il en résulterait un accroissement des écarts de richesse entre les classes riches et les classes les plus pauvres et souvent une paupérisation plus importante des classes les plus démunies. Ce raisonnement est en pratique plus une critique du capitalisme, que du libéralisme, que l'on confond souvent, ce premier accompagnant quasi-systématiquement ce dernier.
En 2006, la comparaison entre pays riches des taux de pauvreté (utilisant comme seuil de pauvreté 50 % du revenu médian) place les pays les plus libéraux à des taux relativement élevés (États-Unis à 17 %, Australie à 14,3 %, Royaume-Uni à 12,5 %), tandis que les pays sociaux-démocrates, mais disposant d'un indice de liberté économique élevé ont les taux les plus faibles (Finlande à 5,4 %, Suède à 6,5 %, Norvège à 6,4 %), le niveau des pays géré par un État-providence étant intermédiaire (Belgique et France à 8 %). Le critère retenu doit cependant être pris avec précaution, puisque, Ceteris paribus, un revenu médian plus élevé (sans changer les revenus sous la médiane) élèvera le taux de pauvreté. En effet, les revenus médian dans un pays comme les États-Unis sont sensiblement supérieurs au niveau français. De manière absolue, les chiffres de la pauvreté aux États-Unis selon le US Census Bureau sont régulièrement estimés à des niveaux compris entre 12 et 14 % depuis le début des années 2000 et donc comparable au niveau de la France, alors que l'OCDE l'estime aux alentours de 17 %.
Les réponses libérales sont :
- la plus grande liberté économique entraîne la plus grande production de richesses, et l’intervention étatique la réduit. Pour prendre l'actualité récente, les exemples des pays émergents, y compris des plus importants en population tels que la Chine, l'Inde et le Brésil, ont montré que le développement du PIB est favorisé par l'introduction de mesures de libéralisation des initiatives privées (cela étant ces pays exercent un contrôle rigoureux sur les réformes introduites afin que celles-ci ne perturbent pas l'économie locale) ;
- sur le plan empirique, l'observation montrerait que la liberté économique améliore aussi la situation des plus démunis, même si c'est dans une proportion moindre que celle des plus favorisés. Les libéraux considèrent que la croissance économique permet d'améliorer la situation de tous, y compris des plus pauvres, ce qu'ils résument par l'expression « A rising tide lifts all boats » (« La marée montante soulève tous les bateaux »). L'interventionnisme social serait finalement contre-productif même pour les plus pauvres. Les libéraux renvoient aux exemples russe, indien ou chinois, où la répartition, selon eux, était au départ encore plus injuste, et où le progrès économique est plus rapide depuis la libéralisation ;
- sur le plan théorique : aucun système politique ne peut dicter à chacun la bonne façon de vivre sa vie. Si certaines inégalités sont à combattre, d'autres sont le fruit de trajectoires de vie différentes dont la responsabilité resterait individuelle. Enfin, la répartition peut être une conséquence du ruissellement de la richesse, ce qui est réfuté par les économistes[27].

#### Optimalité des comportements économiques
Dans de nombreux cas, on ne prend pas l'initiative d'une action qui serait pourtant bénéfique pour tous : celui qui l'entreprend et la collectivité. Au niveau macroéconomique : l'économie peut se trouver dans un état insatisfaisant (fort chômage, faible production et faible capitalisation) alors qu'un état bien meilleur pourrait exister (emploi plus abondant, production plus forte et gain pour les capitalistes).
Les libéraux pensent que c’est le rôle essentiel de l'entrepreneur d’agir pour corriger de telles situations, et que ses actions doivent toujours être exposées à la concurrence, même si cet entrepreneur agit au nom d’une collectivité voire de l'État.

#### Défaillances de marché
Le marché n'alloue cependant pas toujours de façon optimale les ressources. On parle alors de défaillance du marché. Un exemple souvent cité est le financement de la recherche fondamentale, qui implique des investissements à très long terme, risqués et qui répond souvent à une question différente de celle qui était posée initialement. Cela justifierait une intervention de l'État pour corriger ces défaillances et rétablir l'optimalité.
Les libéraux utilitaristes, souvent adeptes de l'École néoclassique, admettent cette critique et acceptent que de telles interventions existent, mais sous forme de corrections à l'action du marché et sans remettre fondamentalement celui-ci en cause.
Les libéraux plus essentialistes, souvent adeptes de l'école autrichienne, objectent qu'il est impossible de définir une allocation « optimale » des ressources autrement qu'en laissant justement fonctionner librement le marché. À leurs yeux, la notion d'allocation optimale est une opinion subjective qui varie d'individu à individu et n'a pas de contenu objectif, ce qui enlève toute signification à la notion de défaillance du marché.

#### Services publics
Le libéralisme économique est accusé d’utiliser une mesure uniquement financière de leur utilité ou des bénéfices escomptés et d’ignorer les problématiques sociales ou d'aménagement du territoire par exemple. Le constat de non-rentabilité d'un service public justifierait ainsi pour les libéraux son abandon ou son transfert au privé par un processus de privatisation.
Les libéraux avancent les arguments suivants :
- ces services sont financièrement rentables ou ne le sont pas. S'ils ne le sont pas, leur disparition est un bien qui permettra de réallouer les ressources (gaspillées) à d'autres usages plus utiles. Si ces services sont rentables, il s'agit dans ce cas d'ouvrir ces secteurs à la concurrence afin de les rendre aussi efficaces que possible ;
- quant à savoir ce qui est utile, le libéralisme économique avance que c'est essentiellement à travers ce que les gens sont prêts à payer que l'on définit l'utilité d'un service.

### Critique altermondialiste
Le libéralisme économique est vivement dénoncé par les altermondialistes, qui voient dans sa progression due à la mondialisation un danger de confiscation progressive des richesses par une classe dominante qui contrôlerait progressivement l'économie mondiale. Selon eux, l'abandon progressif des pouvoirs des États démocratiques aux marchés financiers et aux multinationales, associés aux dérégulations de nombreux secteurs économiques ainsi que la montée en puissance des acteurs privés dans la gestion des biens publics à l'échelle mondiale, entraînerait une destruction des ressources naturelles, et une négation de l'être humain qui agirait plus comme homo œconomicus que comme homo sociologicus. À leurs yeux, cette évolution réalisée sans et même souvent contre les volontés politiques et surtout populaires est un mal à combattre.

#### Limite de la critique alter-mondialiste
Au contraire, pour les libéraux, cette évolution résulte de la synthèse des actions spontanées de tous les acteurs, chacun prenant en compte son intérêt réel et ses préférences (qui peuvent être, effectivement, très différentes), sans être soumis à la contrainte des gouvernements. Pour ces libéraux, c’est au contraire l’opposition des politiques qui est illégitime. On peut encore relever que contrairement au préjugé répandu, la théorie libérale, à travers l'école autrichienne, est très critique de la notion d'homo œconomicus.

### Hétérogénéité des fondements théoriques
Selon Jacques Sapir, les trois écoles (celle de Léon Walras et de Vilfredo Pareto, celle de Ludwig von Mises et Friedrich Hayek et celle de Joseph Schumpeter) qui soutiennent le libéralisme économique proposent des cadres incompatibles et irréconciliables.

### Débat sur les hypothèses néoclassiques
Un deuxième type de controverses, généralement lancées par des économistes hétérodoxes, consiste à relever le caractère irréaliste des hypothèses qui fondent la théorie de l’équilibre général, et en déduire que les prescriptions libérales qui en découlent sont sans fondement. De plus, la notion d'optimum de Pareto est un simple critère d’efficacité et non de justice (une situation dans laquelle un seul individu possèderait tout peut être « Pareto-optimale »). Ils reviennent alors au constat des « défaillances du marché » pour justifier que l’État intervienne pour les corriger.
En réponse, les économistes libéraux néoclassiques admettent que si le marché est bien le moins mauvais des systèmes économiques, il a besoin de régulations (police des marchés, lois contre les cartels ou les monopoles, lois organisant l'information du consommateur, etc.).
Au contraire, pour les économistes de l'école classico-autrichienne, la liberté individuelle est inaliénable et les critiques de l’équilibre général n’entament pas leurs convictions libérales, car ils le considèrent comme une fiction sans rapport avec la réalité et ne fondent pas leur libéralisme sur des considérations utilitaristes, mais sur l'application à l'économie du principe général de liberté. Ils admettent que des régulations sont nécessaires, mais pensent qu’elles doivent être mises en œuvre de façon volontaire sans contrainte de l’État, par des entreprises soumises à la concurrence, comme les associations de consommateurs ou les guides touristiques et gastronomiques.
La théorie de l'équilibre général est également critiquée sur le plan théorique du fait que le Théorème de Sonnenschein réfute l'unicité du dit « équilibre général ». Le théorème de Sonnenschein (qui, pour être plus précis, est celui de Sonnenschein, Mantel et Gérard Debreu) montre que les fonctions de demande et d'offre issues du modèle de l'équilibre général de Kenneth Arrow et Gérard Debreu peuvent avoir une forme quelconque, ce qui réfute le résultat de l’unicité et de la stabilité de l’équilibre général. Comme le résume un économiste, « le théorème de Sonnenschein-Mantel-Debreu montre que l'équilibre général n'est en définitive qu'une construction vide et inutilisable ».
En considérant des hypothèses plus faibles, et discutables en ce qui concerne leur pertinence, il est possible de se ramener à un équilibre à solution unique.
Cette critique s'adresse plus aux économistes néoclassiques qu'au libéralisme. Ainsi, les économistes libéraux tenants de l'école classique et de l'école autrichienne ne se reconnaissent pas dans les postulats néoclassiques et, au contraire, s'y opposent.

#### La critique de l'«économisme»
Certains reprochent aux économistes, et tout particulièrement aux économistes libéraux, une propension à considérer que tous les problèmes sociaux peuvent être traités uniquement à travers l'économie. L'économiste américain d'origine hongroise Karl Polanyi considérait que le « désencastrement » de l'économie par rapport au social durant la période 1830-1930 était la cause principale du développement des États totalitaires du XXe siècle. Polanyi y critique ainsi le passage du primat du social sur l'économie à celui de l'économie sur le social.
Or, aucun économiste, libéral ou non, n'a affirmé que les relations sociales se réduiraient à des relations économiques. Étudier les phénomènes économiques n'implique pas que les autres phénomènes n'existent pas, pas plus que choisir d'étudier les insectes n'implique que l'on nie l'existence des autres animaux. Les libéraux de l'école autrichienne soutiennent eux aussi qu'il est impossible de distinguer une sphère « économique » d'une sphère « sociale ».
En réalité, ceux qui parlent d'« économisme » ne critiquent pas la théorie économique en tant que telle, mais une tendance à considérer que cette théorie est capable de résoudre des problèmes qui sont hors de son domaine. Ces critiques s'adressent notamment à des assertions économiques que certains[Qui ?] considèrent comme des faits prouvés et d'autres[Qui ?] comme de simples postulats.